# マレン・モリス
マレン・モリス（Maren Morris、マーレン・モリス、1990年4月10日 - ）は、アメリカ合衆国のシンガーソングライター、音楽プロデューサー。カントリーとポップのジャンルを横断する音楽性で知られている。
2015年にメジャーデビュー。2016年に楽曲「My Church」がヒットし、グラミー賞で最優秀新人賞を含む4部門にノミネートされる。2018年にはZeddとGreyとの楽曲「The Middle」が大ヒットした。2019年には2作目のアルバム『Girl』をリリースし、収録曲である「The Bones」が、2019年から2020年にかけてロングヒットとなり、2020年のBillboard年間チャートでは9位にランクインした。

## 来歴
1990年4月10日、マレン・モリスはテキサス州アーリントンで生まれた。マレンが12歳の時、父親がギターを買ってくれたのをきっかけに音楽への道を進み始め、2005年には初のアルバム『Walk On』をMozzi Blozzi Musicからリリースした。その後いくつかの作品をリリースした後、2015年8月の自主制作EP『Maren Morris』が話題を集め、コロンビア・ナッシュビルと契約した。11月にはそのEPがメジャー作品として再リリースされ、メジャーデビューとなった。
2016年、メジャーデビュー・シングル「My Church」はカントリー・デジタル・ソングスチャートで1位を獲得する。6月にメジャーデビュー・アルバム『Hero』をリリース。第59回グラミー賞では最優秀新人賞を含む計4部門にノミネートされ、最優秀カントリー・ソロ・パフォーマンス賞を受賞した。
2018年1月、ZeddとGreyとの楽曲「The Middle」をリリースし、ビルボード・ホット100で5位を記録、第61回グラミー賞では同曲で3部門にノミネートされた。
2019年3月8日、メジャー2作目のアルバム『Girl』をリリースし全米4位を記録する。

## 人物

### 家族
2015年12月、マレン・モリスは2013年に知り合ったカントリー歌手のライアン・ハードと交際を始めた。2人は2017年7月に婚約し、2018年3月24日にテネシー州ナッシュビルで結婚した。
2020年3月23日、2人に息子が誕生した。

## ディスコグラフィ
主なスタジオ・アルバム
- Hero (2016年)
- Girl (2019年)